# Norðtoftir
Norðtoftir [ˈnoːʂˌtɔftɪɹ] és un poble situat a la costa est de l'illa de Borðoy, a les illes Fèroe. Forma part del municipi de Hvannasund. L'1 de gener del 2021 tenia només 2 habitant. El seu nom significa "ruïnes del nord".

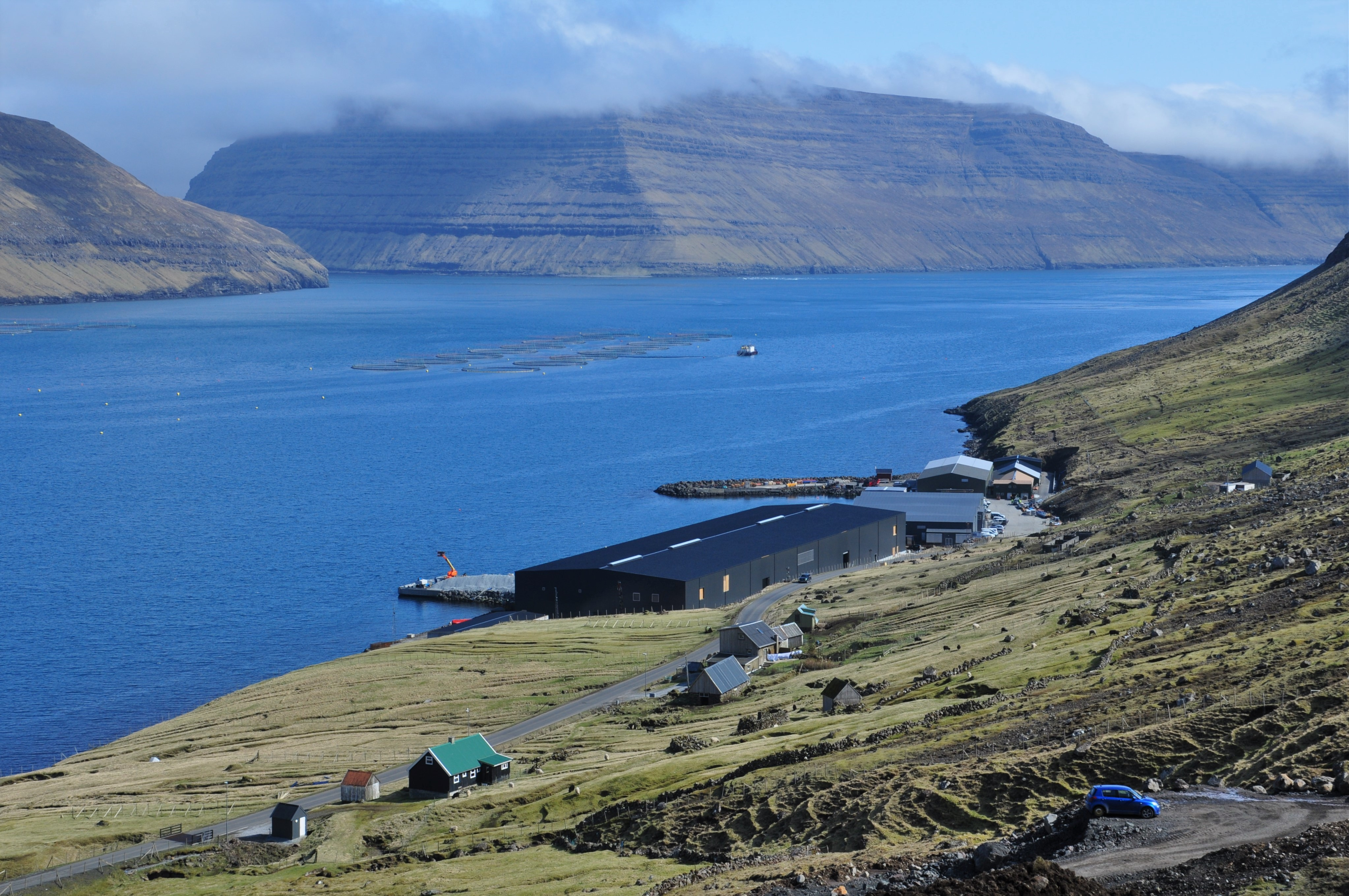
Norðtoftir en 2022. L'arribada de la gran granja de salmó de Bakkafrost el 2020 mostra el creixement de la indústria pesquera a les Illes Fèroe.

La localitat es troba a la costa est de l'illa de Borðoy, sobre les aigües de l'estret de Hvannasund, al sud els pobles de Norðdepil i Depil. A l'oest de Norðtoftir hi ha el cims del Depilsknúkur (681 m) i del Lokki (755 m), la muntanya més alta de l'illa. Als anys 1960 es van obrir els túnels Hvannasundstunnilin i Árnafjarðartunnilin, que van connectar l'est aïllat de l'illa de Borðoy amb la badia d'Árnafjørður, Klaksvík i, d'aquí, amb la resta de l'arxipèlag.
Norðtoftir surt esmentat en un document per primera vegada el 1584. L'escriptor danès Herman Bang va residir ocasionalment al poble, on hi va escriure algunes de les seves obres.